# Bolívar (departament)
Bolívar – departament Kolumbii. Był jednym z dziewięciu niegdysiejszych stanów, tworzących Stany Zjednoczone Kolumbii. Leży na północy kraju, jego obszar rozciąga się od Cartageny w pobliżu ujścia rzeki Magdalena, a następnie wzdłuż jej biegu aż po granicę z departamentem Antioquia.

## Gminy
1. Achí
2. Altos del Rosario
3. Arenal del Sur
4. Arjona
5. Arroyohondo
6. Barranco de Loba
7. Calamar
8. Cantagallo
9. Cartagena de Indias
10. Cicuco
11. Clemencia
12. Cordoba
13. El Carmen de Bolívar
14. El Guamo
15. El Peñón
16. Hatillo de Loba
17. Magangué
18. Mahates
19. Margarita
20. María La Baja
21. Montecristo
22. Morales
23. Norosí
24. Pinillos
25. Regidor
26. Río Viejo
27. San Cristóbal
28. San Estanislao
29. San Fernando
30. San Jacinto
31. San Jacinto del Cauca
32. San Juan Nepomuceno
33. San Martín de Loba
34. San Pablo
35. Santa Cruz de Mompox
36. Santa Catalina
37. Santa Rosa
38. Santa Rosa del Sur
39. Simití
40. Soplaviento
41. Talaigua Nuevo
42. Tiquisio
43. Turbaco
44. Turbaná
45. Villanueva
46. Zambrano